# Christian Jouhaud
Œuvres principales
Mazarinades. La Fronde des mots
Les Pouvoirs de la littérature
 Richelieu et l'écriture du pouvoir
Christian Jouhaud, né en 1951, est un historien français.
Ses recherches sont consacrées à l'histoire socio-politique et culturelle de la période moderne ainsi qu'aux historiographies du XVIIe siècle. Il s'est tout particulièrement attaché à l'approche interdisciplinaire de l'histoire et de la littérature.

## Biographie
Christian Jouhaud est directeur d’études à l’École des hautes études en sciences sociales et directeur de recherches émérite au CNRS.  Il est l’un des fondateurs du Groupe de recherches interdisciplinaires sur l’histoire du littéraire (GRIHL).

## Publications
- Mazarinades : la Fronde des mots, Paris, Aubier, coll. « Collection historique », 1985, 287 p. (ISBN 2-7007-0390-1, présentation en ligne)[1]. Réédition comportant une nouvelle préface de l'auteur : Mazarinades : la Fronde des mots, Paris, Aubier, coll. « Collection historique », 2009, 310 p. (ISBN 978-2-7007-0225-5).
- Mazarinades. La Fronde des mots, Paris, Éditions Aubier, coll. « historique », 1985, 287 p.  (ISBN 2-7007-0390-1)
- La Main de Richelieu ou Le Pouvoir cardinal, Paris, Éditions Gallimard, coll. « L'un et l'autre », 1991, 184 p.  (ISBN 2-07-072185-X)
- La France du premier XVIIe siècle, 1594-1661, avec Robert Descimon, Paris, Éditions Belin, coll. « Belin Sup », 1996, 233 p.  (ISBN 2-7011-1499-3)
- Les Pouvoirs de la littérature. Histoire d’un paradoxe, Paris, Éditions Gallimard, coll. « Essais », 2000, 447 p.  (ISBN 2-07-073094-8)[2],[3]
- Sauver le Grand siècle ? Présence et transmission du passé, Paris, Éditions du Seuil, coll. « Hors collection Histoire », 2007, 311 p.  (ISBN 978-2-02-037626-6)[4]
- Histoire, littérature, témoignage. Écrire les malheurs du temps , avec Dinah Ribard, Nicolas Schapira, Paris, Éditions Gallimard, coll. « Folio histoire », 2009, 405 p.  (ISBN 978-2-07-031428-7)[5]
- Richelieu et l’écriture du pouvoir. Autour de la journée des Dupes, Paris, Éditions Gallimard, coll. « L’Esprit de la cité », 2015, 352 p.  (ISBN 978-2-07-073525-9)- Prix Madeleine-Laurain-Portemer 2015 de l'Académie des sciences morales et politiques.

- La Folie Dartigaud, Paris, Éditions de l’Olivier, coll. « Penser rêver », 2015, 86 p.  (ISBN 978-2-8236-0579-2)
- Une femme a passé, Paris, Éditions Gallimard, coll. "Connaissance de l'Inconscient", 2018, 133 p.,  (ISBN 978-2-07-282681-8)
- Je vous prends sans vert, choix des textes, préface et notes de Christian Jouhaud, Presses Universitaires de Paris-Nanterre, 2020, 132 p., 2020,  (ISBN 978-2-84016-353-4).
- Le siècle de Marie Du Bois. Écrire l'expérience au XVIIe siècle, Éditions du Seuil, coll. "L'univers historique", 2022, 384 p.  (ISBN 978-2021492026)
- (avec Pierre-Antoine Fabre), Ne pas finir. Dialogue de deux historiens à propos de L'écharpe rouge d'Yves Bonnefoy, préface de John Jackson, William Blake and co., 2023.